# Koncept (archiwistyka)
Koncept (również brulion) – termin w archiwistyce określający projekt pisma sporządzony przez referenta, które nie uzyskało jeszcze akceptacji przełożonego.